# Jana Nikołowska
Jana Nikołovska, mk. Јана Николовска (ur. 12 września 1979 w Skopju) – macedońska narciarka alpejska, olimpijka. Brała udział w igrzyskach w roku 1998 (Nagano). Nie zdobyła żadnych medali.

## Zimowe Igrzyska Olimpijskie 1998 w Nagano
| Konkurencja   | Zjazd I | Zjazd I | Zjazd II | Zjazd II | Klasyfikacja końcowa | Klasyfikacja końcowa |
| Konkurencja   | Czas    | Miejsce | Czas     | Miejsce  | Czas                 | Miejsce              |
| ------------- | ------- | ------- | -------- | -------- | -------------------- | -------------------- |
| Slalom gigant | 1:38,14 | 35.     | 1:51,83  | 33.      | 3:01,18              | 33.                  |